# Angustonicus mare
Angustonicus mare är en kackerlacksart som beskrevs av Pellens, R. 2004. Angustonicus mare ingår i släktet Angustonicus och familjen storkackerlackor. Inga underarter finns listade i Catalogue of Life.